# Miller Valley
Das Miller Valley ist ein kleines und unvereistes Tal im westantarktischen Queen Elizabeth Land. In der Neptune Range der Pensacola Mountains liegt es zwischen dem Drury Ridge und dem Brown Ridge.
Der United States Geological Survey kartierte es anhand eigener Vermessungen und Luftaufnahmen der United States Navy aus den Jahren zwischen 1956 und 1966. Das Advisory Committee on Antarctic Names benannte es 1965 nach Leutnant, Donald R. Miller von der US Navy, Pilot einer LC-47 der Flugstaffel VX-6 zur logistischen Luftunterstützung einer Mannschaft, die zwischen 1963 und 1964 die Neptune Range erkundete.